# Zoubida Lachoub
Zoubida Lachoub, née le 16 octobre 1996, est une rameuse algérienne. 

## Carrière
Aux Championnats d'Afrique d'aviron 2017, Zoubida Lachoub remporte deux médailles d'argent dans la catégorie des moins de 23 ans, en skiff et en deux de couple avec Racha Hind Manseri.
Elle remporte aux Championnats d'Afrique d'aviron 2019 la médaille d'argent en skiff, dans la catégorie seniors.